# Mutt Carey
Pour les articles homonymes, voir Carey.
Thomas Carey (surnommé Mutt Carey et parfois Papa Mutt) est un cornettiste et trompettiste de jazz américain né à Hahnville (Louisiane) le 17 septembre 1891 et mort à Lake Elsinore (Californie) le 3 septembre 1948.

## Biographie
Né dans une famille de musiciens, Mutt Carey apprend la batterie et la guitare, avant de passer au cornet. Il commence par se produire avec des orchestres de La Nouvelle-Orléans comme l'Eagle Band et le Tuxedo Brass Band. En 1913, Jack (1889-1948), son frère aîné, tromboniste, le prend dans sa formation, le Crescent Orchestra.
En 1914, il est engagé par le tromboniste Kid Ory. Les deux hommes se retrouveront régulièrement lors de leurs carrières. En 1917, il part avec les Johnny et Baby Dodds pour une tournée jusqu'à Chicago. Là, il quitte les deux frères pour jouer avec le clarinettiste Lawrence Duhé.
Il retourne bientôt à La Nouvelle-Orléans, y travaillant avec le trompettiste Chris Kelly (au Bull's Club) et le clarinettiste Wade Whaley. En 1919, il rejoint en Californie l'orchestre de Kid Ory. À la fin des années 1920, quand le tromboniste part pour Chicago, Mutt Carey dirige la formation qui prend le nom The Jeffersonians. Cet orchestre est alors très actif dans les studios hollywoodiens.
Touché par la crise économique, Mutt Carey  ne joue plus alors que par intermittence. De 1944 à 1947, à l'époque du  « dixieland revival », Ory le reprend dans son nouvel orchestre. En 1947, il participe en compagnie de Louis Armstrong et d'Ory au film « New Orleans ». Il reconstitue ensuite une formation (« Mutt Carey and his New yorkers  ») qu'il dirige jusqu'à sa mort.

## Repères discographiques
Enregistrements :
- Ory's Creole Trombone (1921)
- Blues For Jimmy (1944)
- South (1944)
- Creole Song (1944)
- Bucket's Got (1946)
- A Hole In It (1946)
- Fidgety Feet, Slow Drivin' (1947)